# Медбё, Катя
Катя Медбё (норв. Katja Maria Riosianu Medbøe, 3 декабря 1945 — 13 ноября 1996, Nordmarka) — норвежская актриса.
В 1968 году она окончила Норвежскую национальную театральную академию и играла в театре Национальная сцена и в Национальном театре. Медбё наиболее известна по своей роли в трилогии «Жёны» вместе с Фрёйдис Арманд и Анной Мари Оттерсен. Она также выпустила пластинки с записями стихов, положенных на музыку.
В декабре 1996 года сестра Медбё, Венче Медбё, объявила, что Катя пропала без вести три недели назад, и обратилась к общественности с просьбой о помощи. В результате травмы головы она испытывала боль от сценического освещения. 12 ноября она покинула больницу и с тех пор её никто не видел. 3 мая 1997 года она была найдена мёртвой в Нордмарке — лесной местности к северу от Осло. У Медбё было двое детей. По словам её дочери Элин Медбё, причиной смерти стало самоубийство.